# Marie-Claire Restoux
Marie-Claire Restoux (ur. 9 kwietnia 1968 w La Rochefoucauld) – francuska judoczka. Złota medalistka olimpijska z Atlanty.
Walczyła w kategorii do 52 kilogramów. Największy sukces odniosła na igrzyskach w Atlancie. Była mistrzynią świata (1995 i 1997) oraz medalistką mistrzostw Europy. Obecnie jest radną w Clichy.
Startowała w Pucharze Świata w latach 1991–1993 i 1995–2001.

## Starty olimpijskie (medale)
Atlanta 1996
- kategoria do 52 kg -  złoto